# 스테퍼니 새비지
스테퍼니 새비지(영어: Stephanie Savage, 1969년 ~ )는 캐나다의 각본가, 프로듀서이다. 마블 코믹스 원작의 드라마 《런어웨이즈》를 프로듀싱했다.